# Орфини, Маттео
Маттео Орфини (итал. Matteo Orfini; род. 30 августа 1974, Рим) — итальянский политик.

## Биография
Родился 30 августа 1974 года в Риме, сын кинопродюсера Марио Орфини и Франки Де Бартоломеис (Franca De Bartolomeis), журналистки и фотографа. Окончил классический лицей имени Мамиани в Риме, прослушал университетский курс археологии, но не сдавал экзамены. В лицее впервые занялся политикой, затем возглавил секцию «левых демократов» на Пьяцца Мадзини, где познакомился с Массимо Д’Алема.
Стал сотрудником и помощником Д’Алема в период работы того в Европейском парламенте. Работал в фонде Fondazione Italianieuropei и в национальном секретариате Демократической партии — отвечал там за культурную и информационную политику, когда Пьер Луиджи Берсани возглавлял партию. В 2012 году принял участие в праймериз ДП в области Лацио, вошёл в партийный список на выборах 2013 года и 5 марта 2013 года официально объявлен членом Палаты депутатов.
14 июня 2014 года Национальное собрание ДП на заседании в римском отеле Ergife выбрала Орфини новым председателем партии взамен ушедшего в отставку Джанни Куперло.
4 декабря 2014 года после громкого коррупционного скандала в Риме национальный секретарь ДП и тогдашний премьер-министр Италии Маттео Ренци назначил Орфини чрезвычайным комиссаром римского отделения партии.
Вместе с министром юстиции Андреа Орландо Орфини основал движение «Rifare Italia» (Возобновить Италию), которое призвано ужесточить партийную дисциплину в местных организациях и содействовать большей управляемости регионов страны. Движение относят к левому крылу партии.
19 февраля 2017 года в ходе заседания национальной ассамблеи ДП, ввиду отставки Маттео Ренци с должности национального секретаря, Орфини в соответствии с уставом партии дал два часа желающим выдвинуть свои кандидатуры на этот пост, и, ввиду отсутствия кандидатов, перенёс вопрос на новую дирекцию с дальнейшей перспективой созыва партийной ассамблеи и съезда, заняв при этом должность исполняющего обязанности секретаря.
В ходе национальной ассамблеи ДП 21 февраля 2017 года заявил о поддержке правительства Джентилони при условии, что будет приостановлен процесс приватизации, закон о Jus soli будет отредактирован, и парламент проголосует за доверие этому нормативному акту, а также будет создана комиссия по расследованию положения в банковской сфере Италии.
30 апреля 2017 года Маттео Ренци вновь одержал победу на прямых выборах лидера ДП, 7 мая 2017 года в Риме Национальная ассамблея ДП утвердила возвращение Ренци к лидерству, и Орфини прекратил исполнение обязанностей национального секретаря.
17 марта 2019 года большинство делегатов Национальной ассамблеи Демократической партии проголосовали за избрание председателем партии Паоло Джентилони.